# Roger Frey
Pour les articles homonymes, voir Frey.
Roger Frey, né le 11 juin 1913 à Nouméa (Nouvelle-Calédonie) et mort le 13 septembre 1997 à Neuilly-sur-Seine (Hauts-de-Seine), est un homme politique français. Il est ministre de l'Intérieur sous Charles de Gaulle entre 1961 et 1967, puis président du Conseil constitutionnel de 1974 à 1983.
Il fait partie des « barons du gaullisme ».

## Biographie

### Jeunesse et études
Son père, François Frey, était inspecteur général de la société Le Nickel. Roger Frey fréquente le lycée Stanislas. Il étudie ensuite à l'École libre des sciences politiques.

### Parcours professionnel
De 1936 à 1939, il dirige les affaires familiales de nickel en Nouvelle-Calédonie. En 1940, il rejoint la France libre et s'engage au bataillon du Pacifique. On le retrouve chargé de mission auprès de Douglas MacArthur, puis soldat dans les campagnes d’Allemagne et d’Autriche, puis en mission en Chine auprès de Mao Zedong et de Zhou Enlai.

### Parcours politique
En 1947, il adhère au RPF, fait partie du comité directeur du mouvement gaulliste et en devient en 1951 le trésorier. Il siège à l'Union française dès 1952. Il est secrétaire général des Républicains sociaux en 1955. Proche de Jacques Soustelle, il s’active lors de la crise de mai 1958 à préparer le retour de De Gaulle au pouvoir. Il est nommé membre du comité consultatif constitutionnel.
Aux élections législatives de 1956, il est candidat tête de liste dans la deuxième circonscription du Rhône. Sa liste obtient 5 % des suffrages exprimés et n'obtient aucun élu.
Il est secrétaire général de l’UNR de 1958 à 1959, et attaché au cabinet de Jacques Soustelle, alors ministre de l'Information. Il est lui-même ministre de l’Information du 8 janvier 1959 au 5 février 1960 puis ministre délégué auprès du Premier ministre jusqu'au 6 mai 1961, dans le gouvernement Michel Debré.
Il est ensuite ministre de l’Intérieur, de mai 1961 à avril 1967, dans les gouvernements Debré et Georges Pompidou. Il met en place une police parallèle, les barbouzes, pour lutter contre les activités de l’OAS à la fin de la guerre d'Algérie,. Il fait réprimer une manifestation d’Algériens le 17 octobre 1961, au cours de laquelle plusieurs centaines d'Algériens sont massacrés par la police et jetés dans la Seine, notamment près du pont de Bezons. Certains corps ne sont pas retrouvés et d'autres encore sont pendus. La gauche critique son action lors de la manifestation au métro Charonne en 1962. L’enlèvement de Mehdi Ben Barka par des policiers marocains a lieu en 1965 alors qu’il est place Beauvau, ce qui est à l’origine de l'affaire Ben Barka.

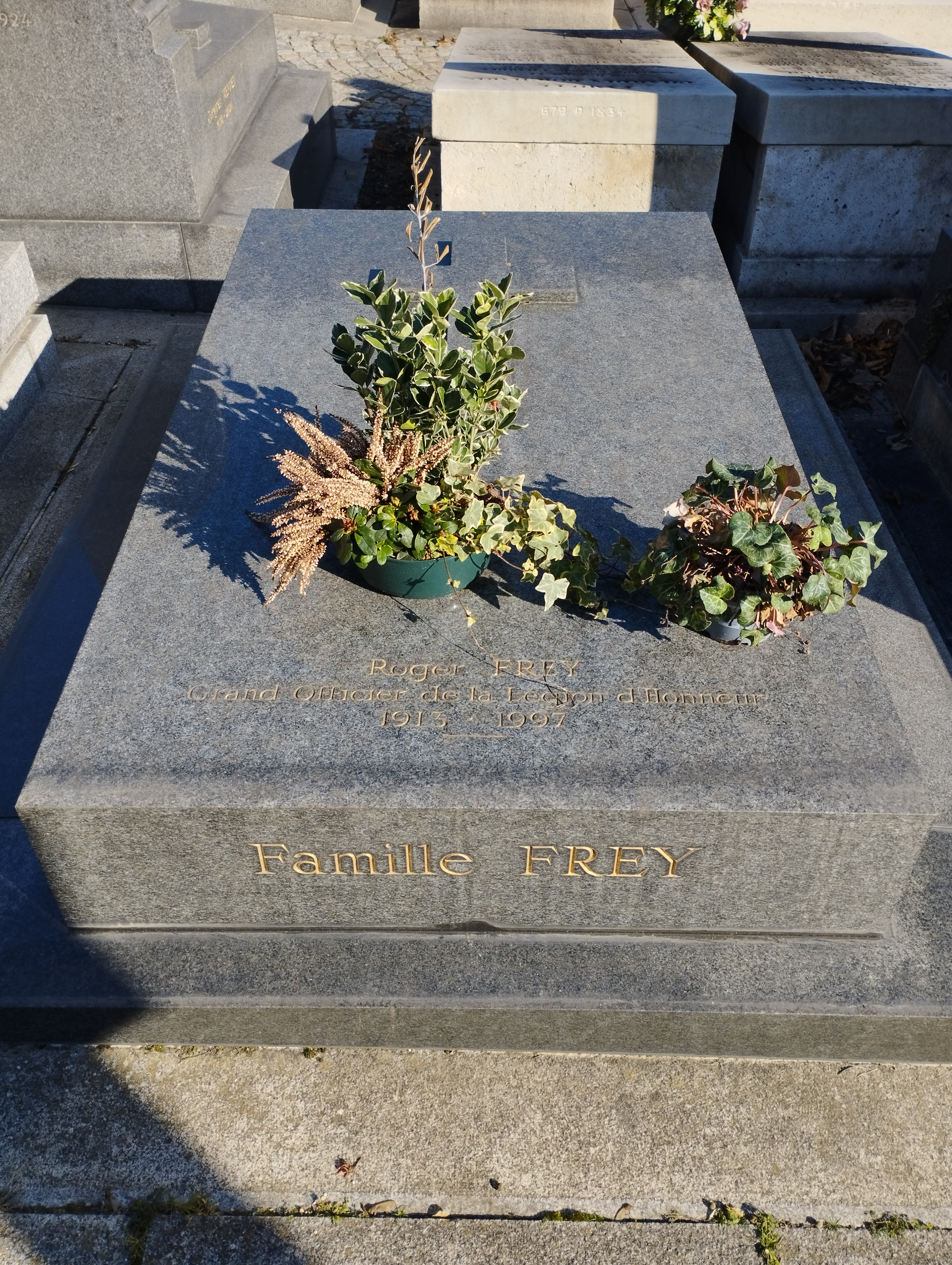
Tombe de Roger Frey au cimetière de Passy (division 10).

Dans le gouvernement Pompidou (4), il est ministre d’État chargé des Relations avec le Parlement du 6 avril 1967 au 31 mai 1968. Il occupe la même fonction dans le gouvernement Maurice Couve de Murville du 10 juillet 1968 au 20 juin 1969 et dans le gouvernement Jacques Chaban-Delmas dès le 20 juin 1969, puis il est ministre d’État chargé des Réformes administratives du 7 janvier 1971 au 5 juillet 1972.
Député de Paris dès 1962, il ne siège effectivement comme parlementaire qu’à compter du 11 mars 1973, et préside alors le groupe UDR de l’Assemblée nationale durant un an.
Du 23 février 1974 au 21 février 1983, il est président du Conseil constitutionnel, dont les compétences sont accrues sous la présidence de Valéry Giscard d'Estaing et qui doit aussi examiner la constitutionnalité des nationalisations décidées par la Gauche à compter de 1981.
Fin politique mais personnage réputé secret, Roger Frey fait partie du cercle restreint des barons du gaullisme.
Il est inhumé au cimetière de Passy (division 10).

## Décorations
- Grand officier de la Légion d'honneur[7]
- Ordre national du Mérite (France)
- Croix de guerre 1939–1945
- Croix du combattant volontaire de la Résistance
- Médaille commémorative des services volontaires dans la France libre
- Nombreuses distinctions étrangères.